# Theodor Hilsdorf

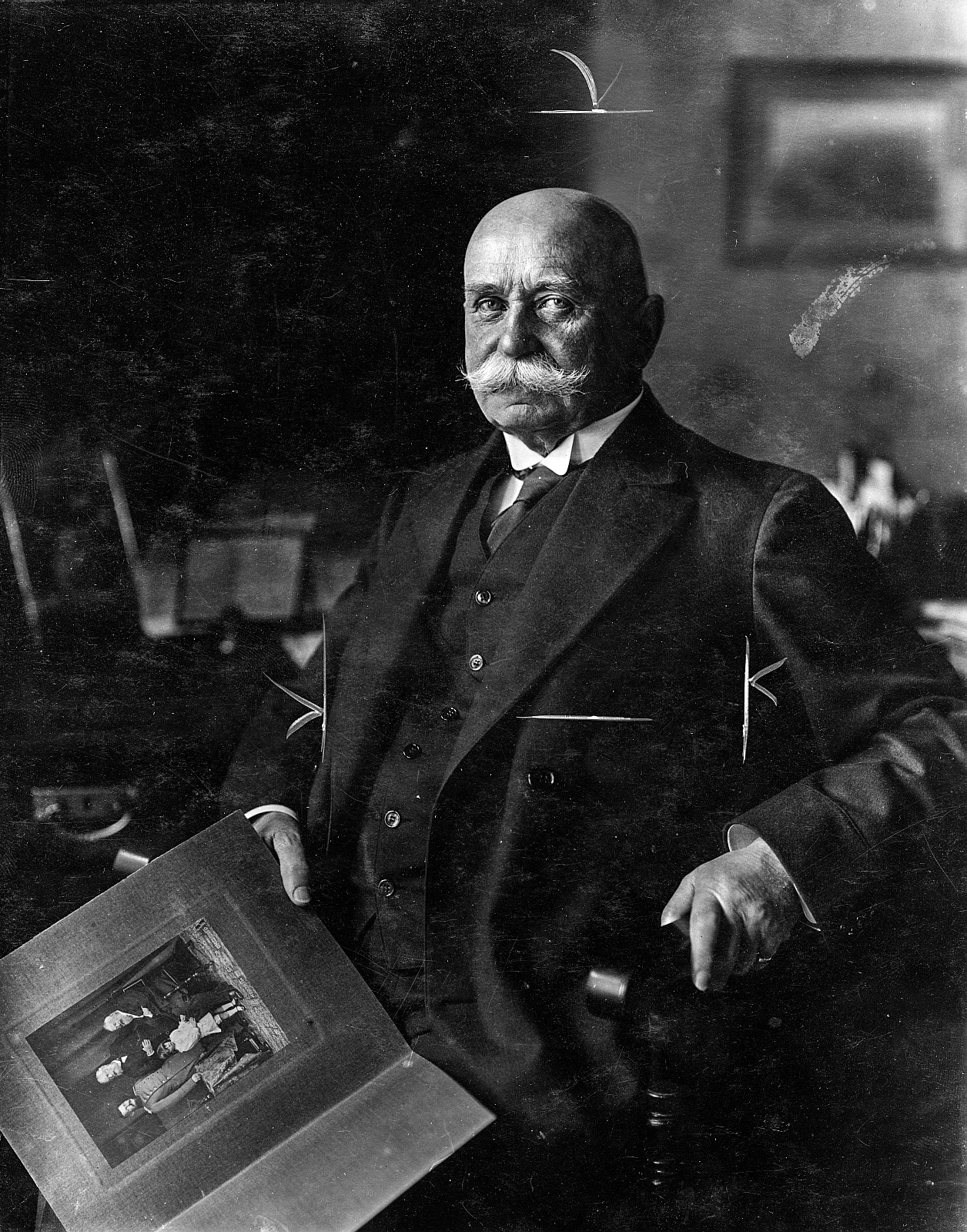
Hilsdorfův portrét Hraběte Zeppelina, 1915

Theodor Hilsdorf (18. června 1868, Bingen – 1944, Mnichov) byl německý portrétní fotograf, který zastával oficiální funkci u královského bavorského dvora.

## Životopis
Jeho otec Johann Baptist Hilsdorf byl také fotografem. On a jeho mladší bratr Jacob, který se také stal fotografem, absolvovali první hodiny v jeho ateliéru. Studovali také kresbu u umělce v Mohuči. Po ukončení výcviku se seznámil s Friedrichem Müllerem. V roce 1891 nastoupil do Müllerova ateliéru v Mnichově a brzy se stal jeho obchodním partnerem. Specializoval se na velkoformátové portréty v sépiovém odstínu, které prezentoval na výstavách.
V roce 1893 se zasnoubil s Müllerovou dcerou Emilií. Vzali se v roce 1894, poté, co strávil rok ve Spojených státech, a měli několik dětí, včetně Johanny (1900–1997) a Caroly (1903–1983), které byly zaměstnány v Deutsche Werkstätten Hellerau.
Po Müllerově smrti v roce 1903 Hilsdorf převzal studio, ale ponechal si jméno svého nevlastního otce a nazval jej ateliér Friedrich Müller-Hilsdorf. V roce 1905 byl princem regentem Luitpoldem jmenován „královským bavorským dvorním fotografem“.
Neomezil se však pouze na fotografování královské rodiny; dělal také portréty pedagogů z Akademie výtvarných umění, divadelních herců a operních pěvců. Jeho portréty Stefana George, Richarda Strausse a Ferdinanda von Zeppelina se staly součástí standardního nakladatelského repertoáru až do 30. let 20. století.
V roce 1945, během druhé světové války, bylo jeho studio zničeno, což vedlo ke ztrátě více než 100 000 negativů. Dochovalo se méně než 2000 fotografických desek, které jsou v současnosti v držení mnichovského městského muzea. Jeho dílo bylo z velké části zapomenuto až do roku 1978, kdy se v Bingenu konala výstava prací jeho bratra Jacoba. To podnítilo zájem historiků a v roce 1983 následovala výstava jeho prací.

## Galerie

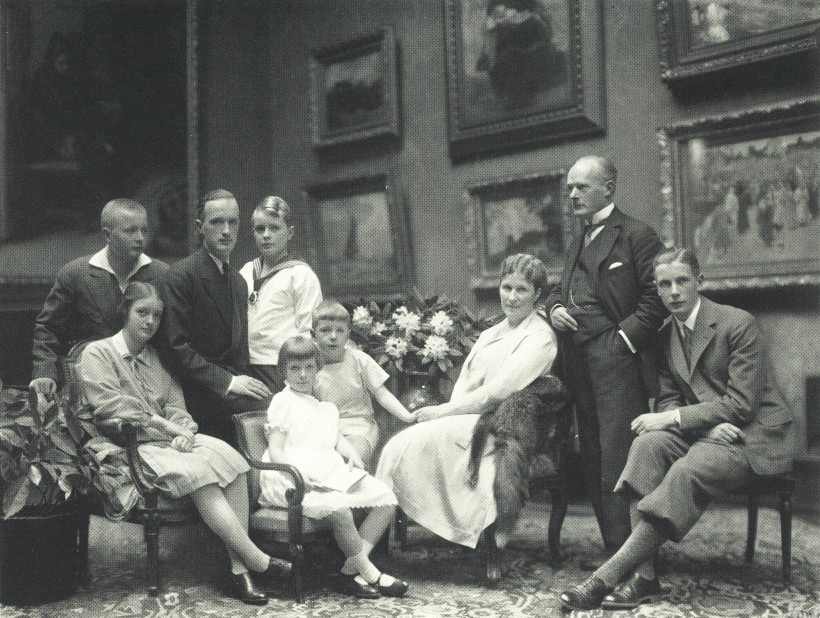
Gustav Krupp von Bohlen und Halbach s rodinou, 1928
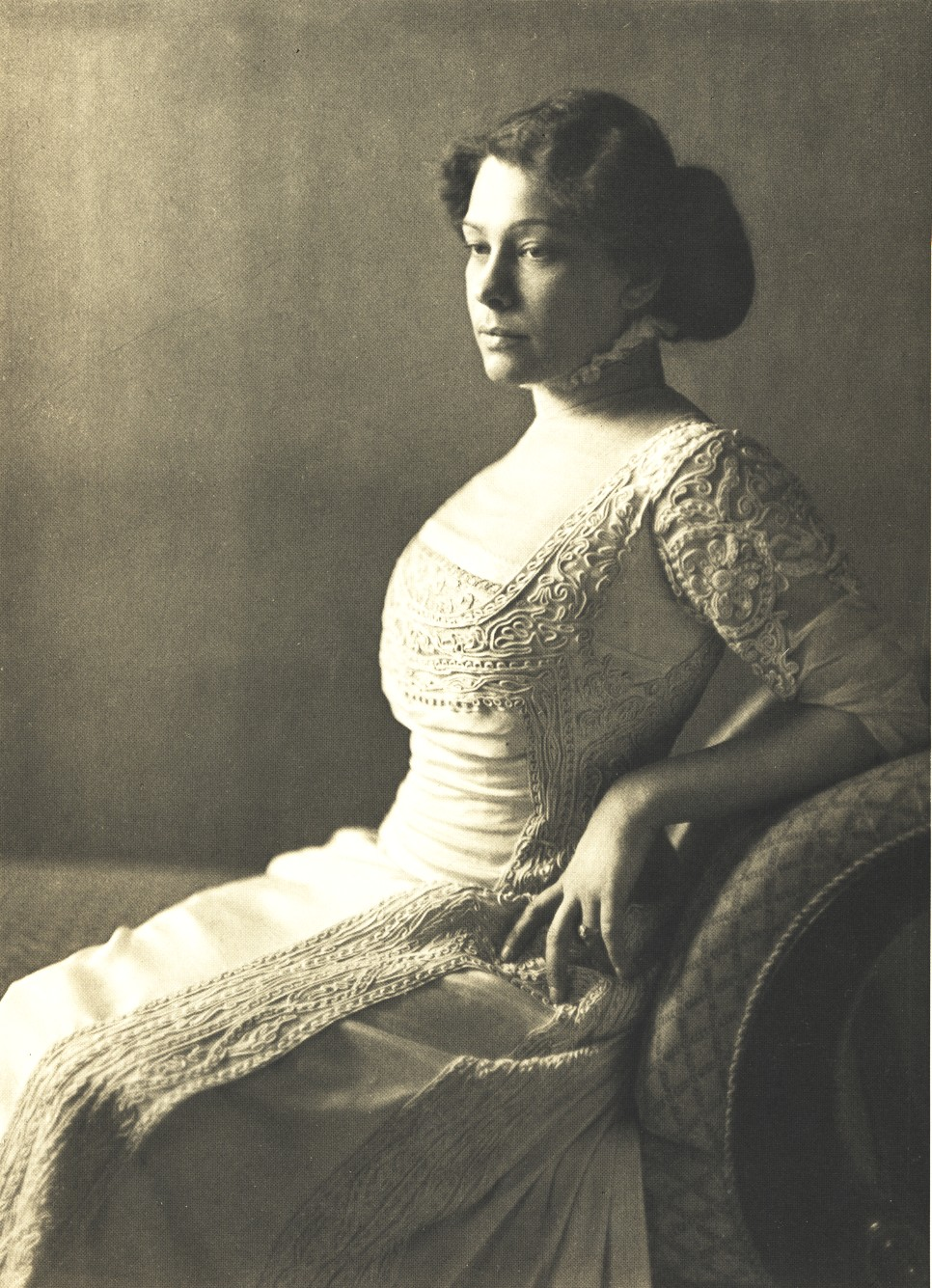
Tilla Durieux
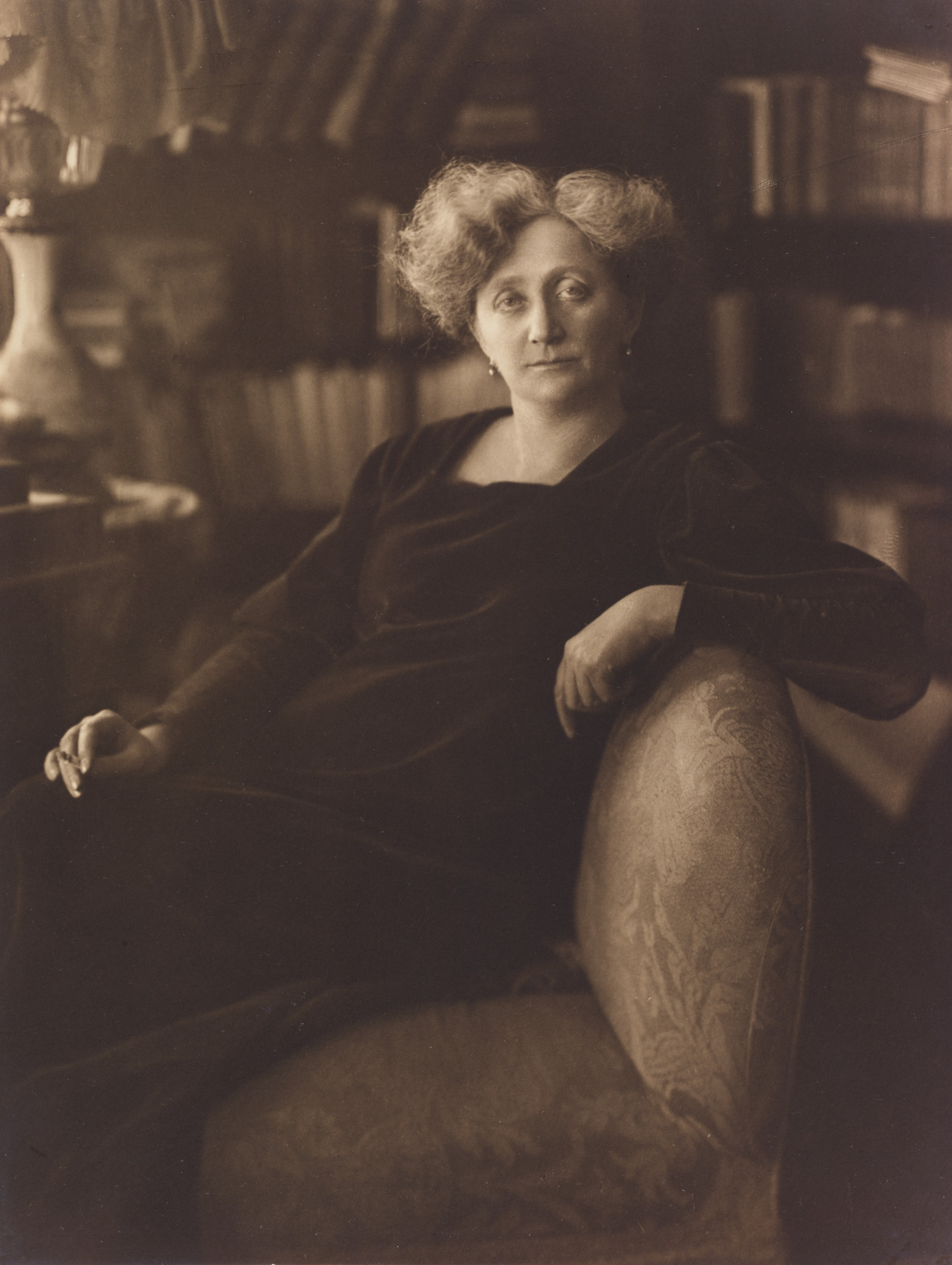
Carry Brachvogel
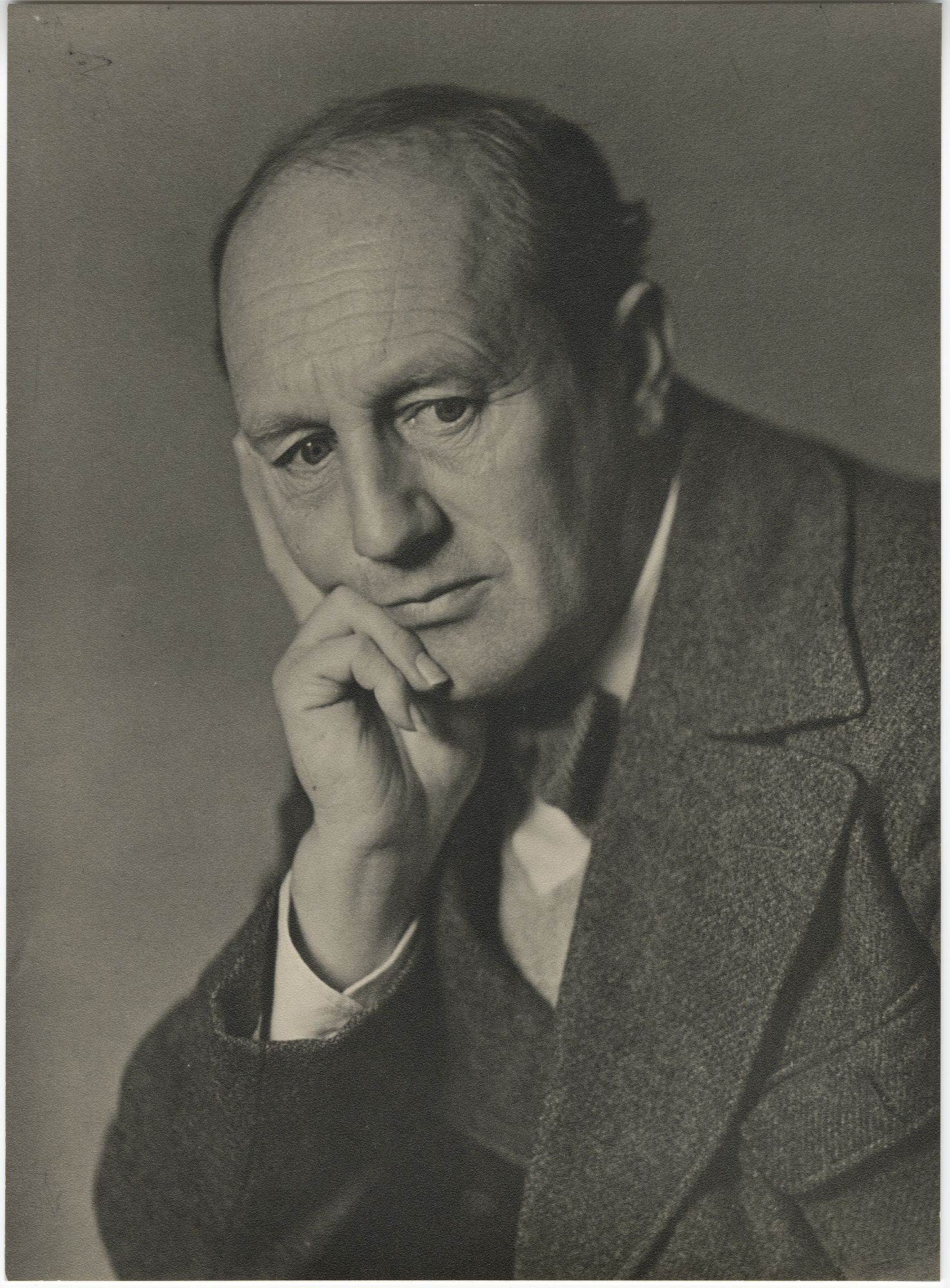
Emil Preetorius
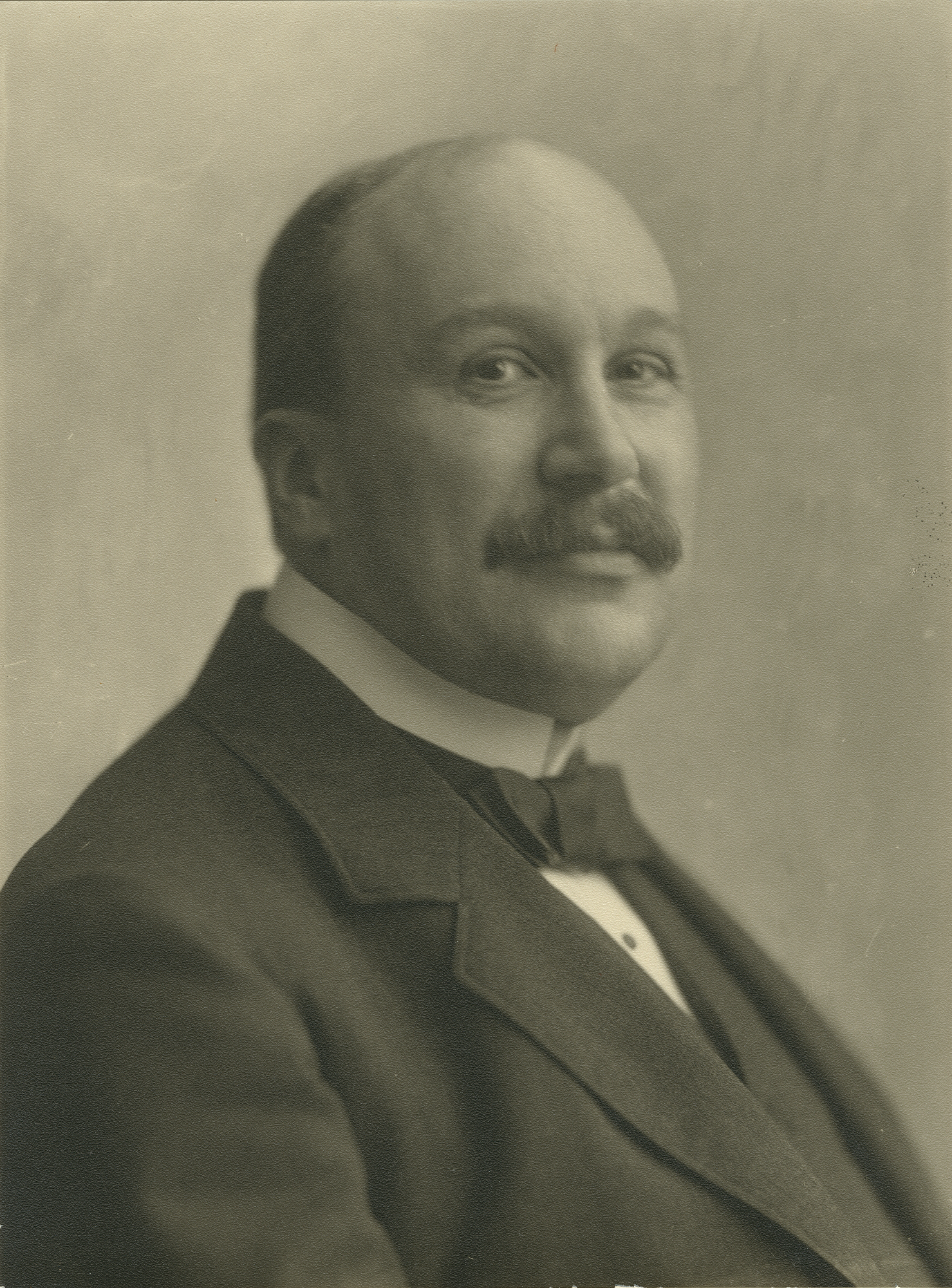
Hanno Rhomberg
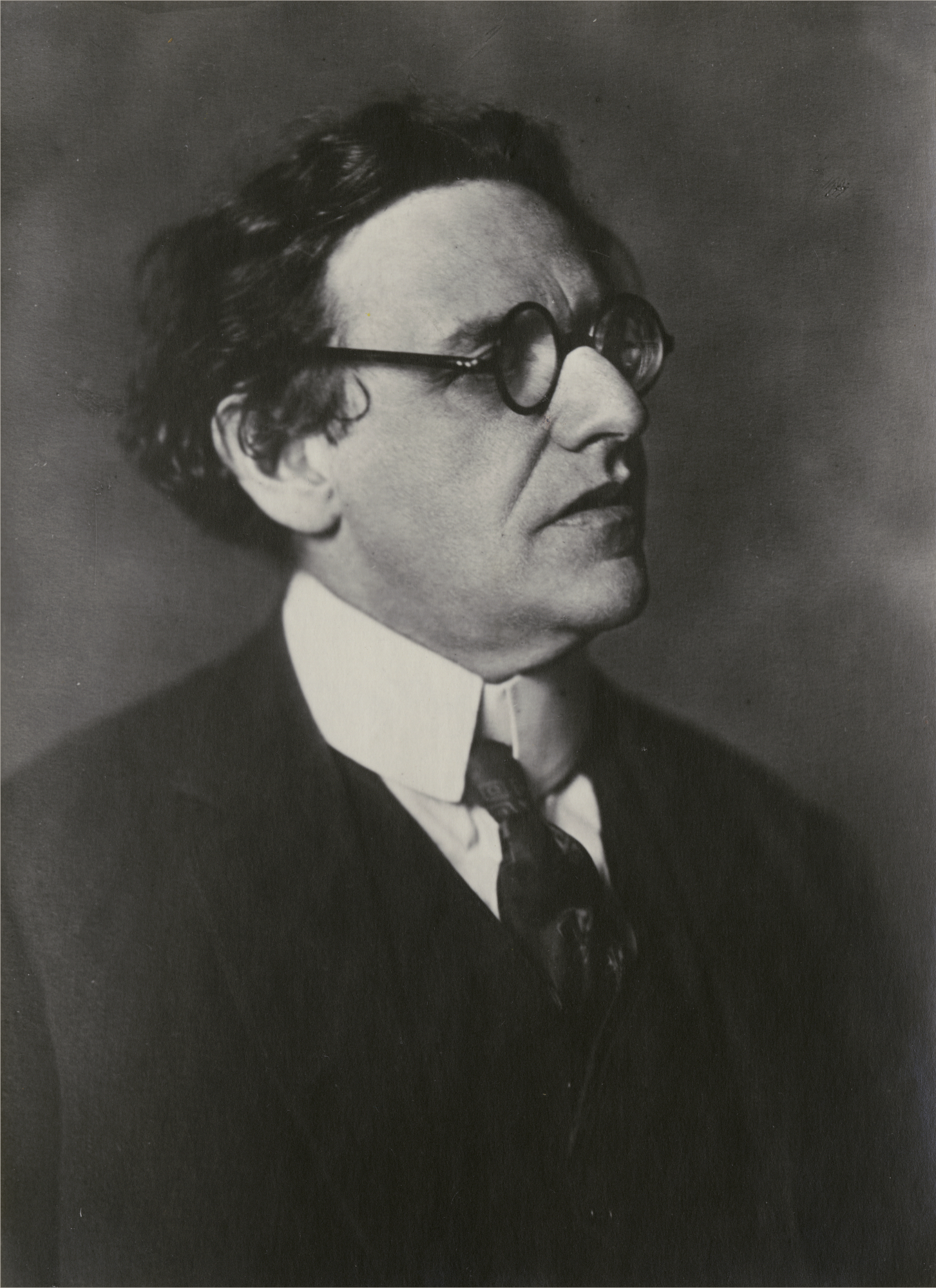
Karl Wolfskehl
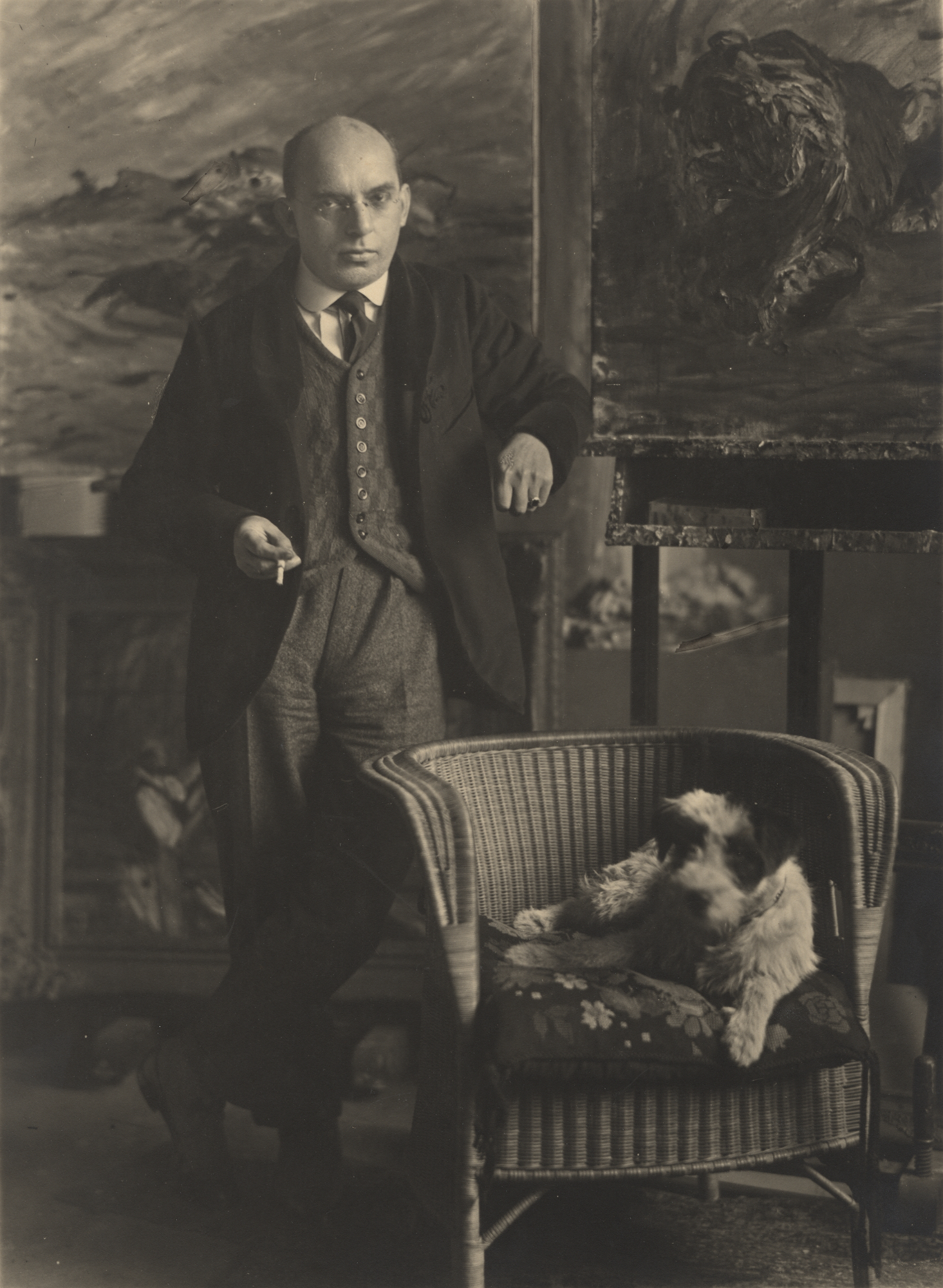
Otto Dill
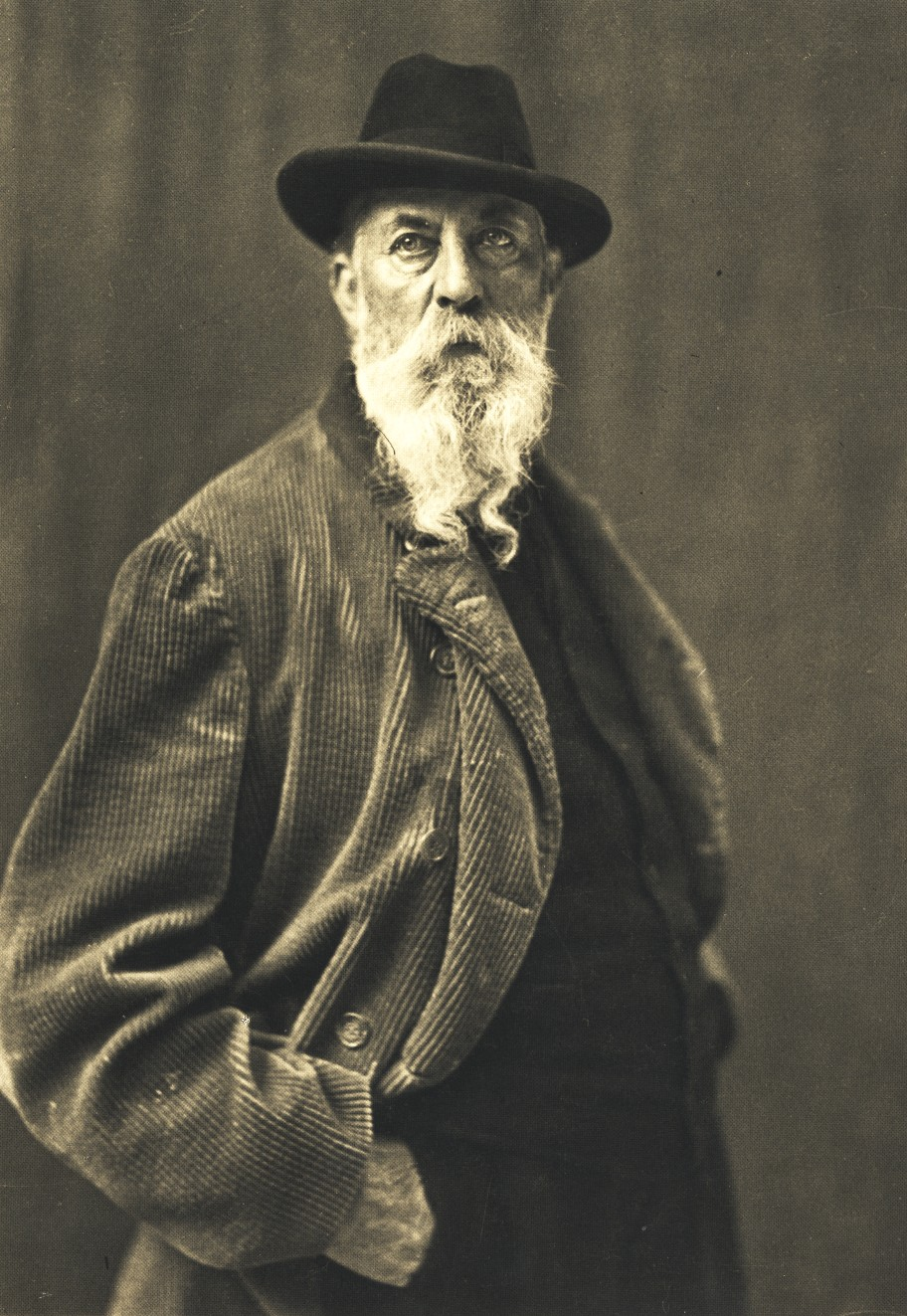
Reinhold Begas
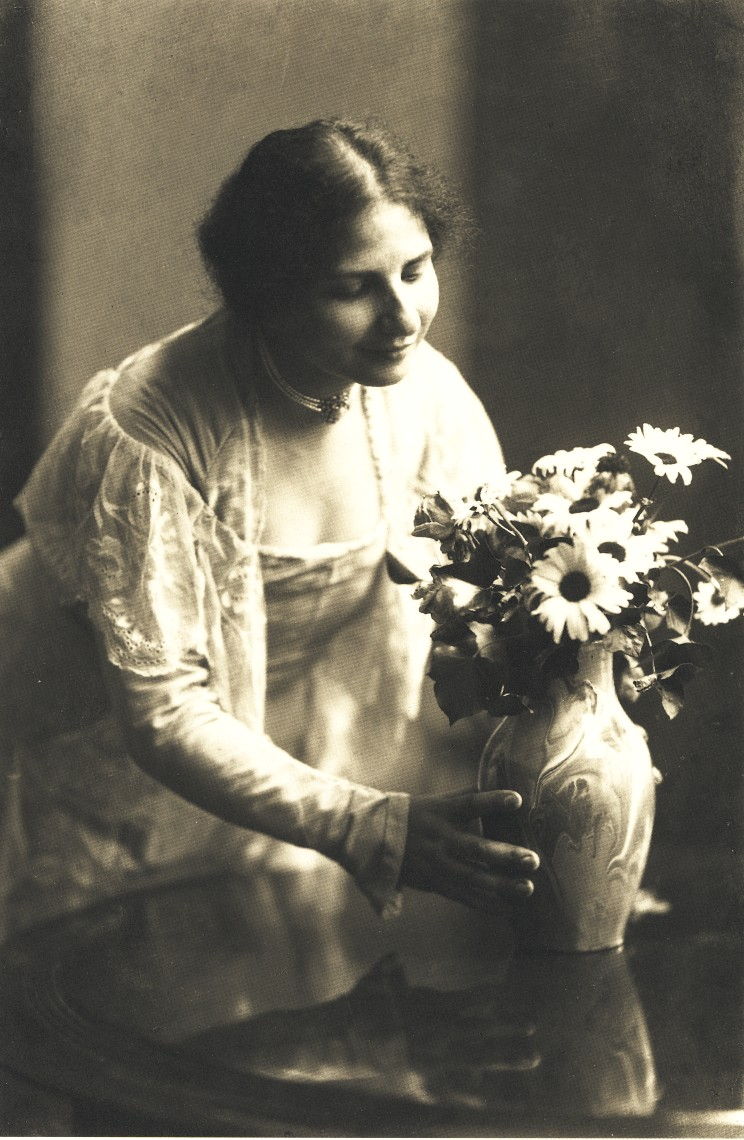
Ida Dehmelová
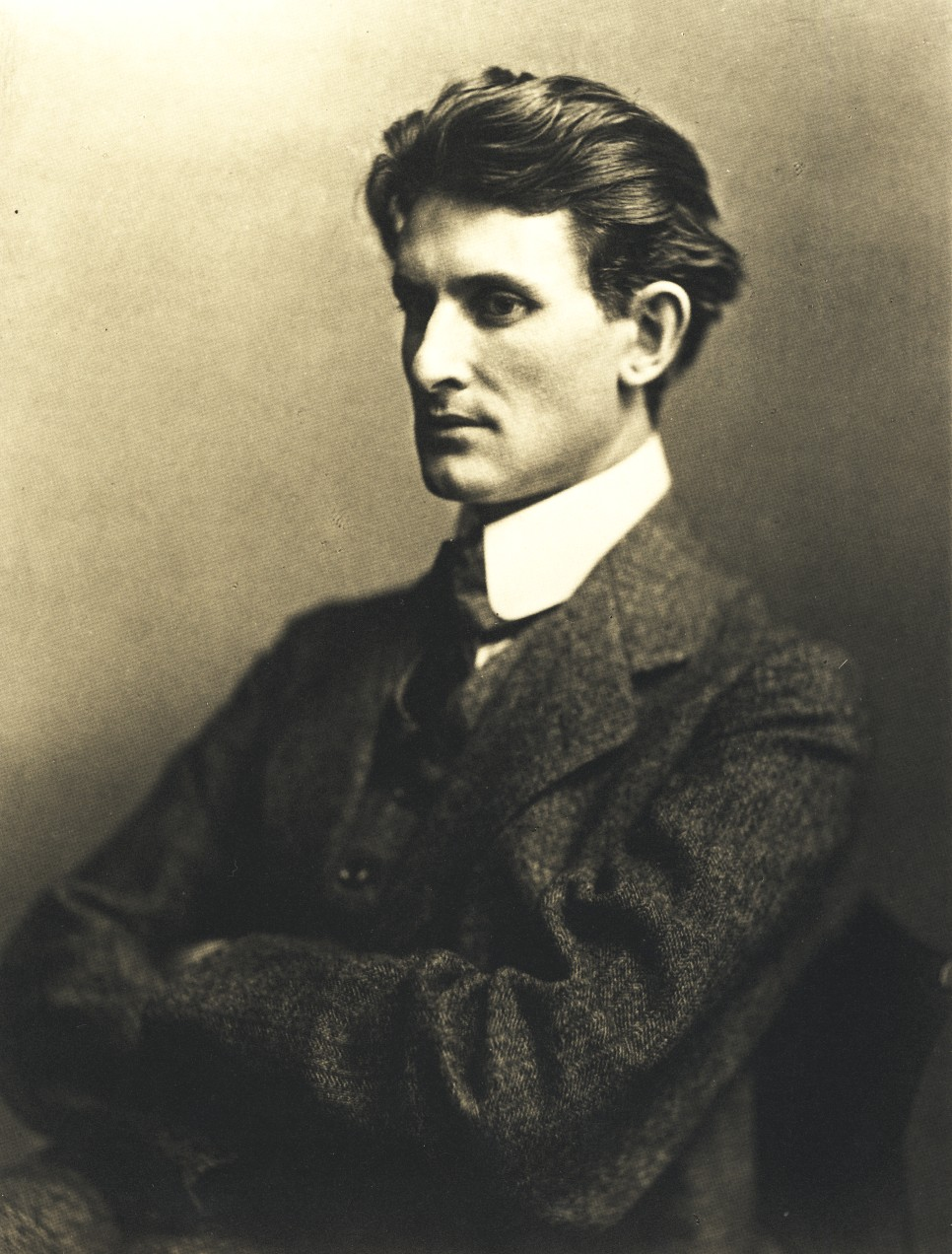
Friedrich Gundolf
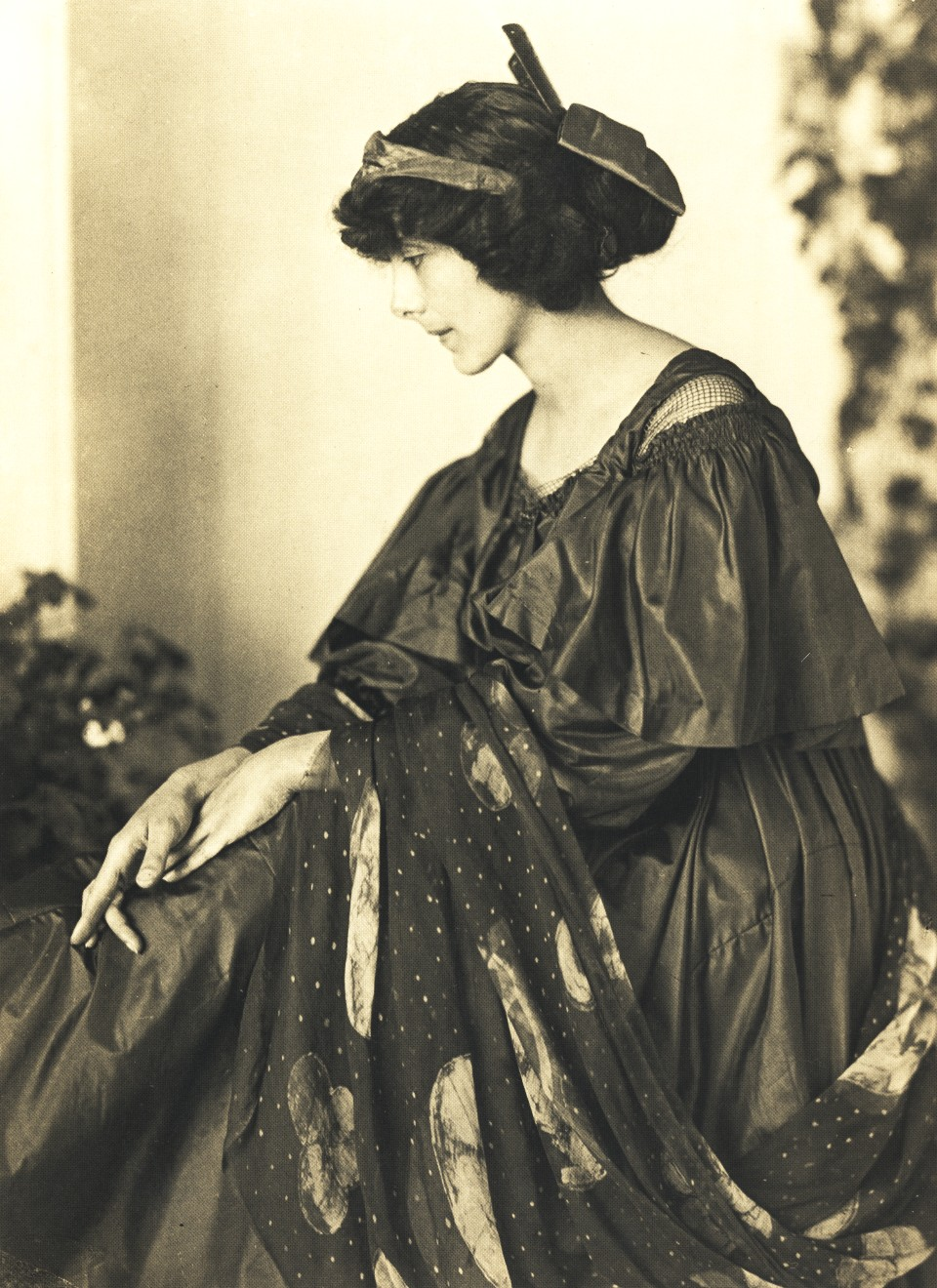
Anna Muthesius, 1911